# Victoria Pendleton
Victoria Pendleton, född den 24 september 1980 i Stotfold, England, är en brittisk tävlingscyklist som tog OS-guld i bancyklingssprint vid olympiska sommarspelen 2008 i Peking. Hon satte även olympiskt rekord i cykling under sprinttävlingarna.